# Silahtarağa Elektrik Santralı

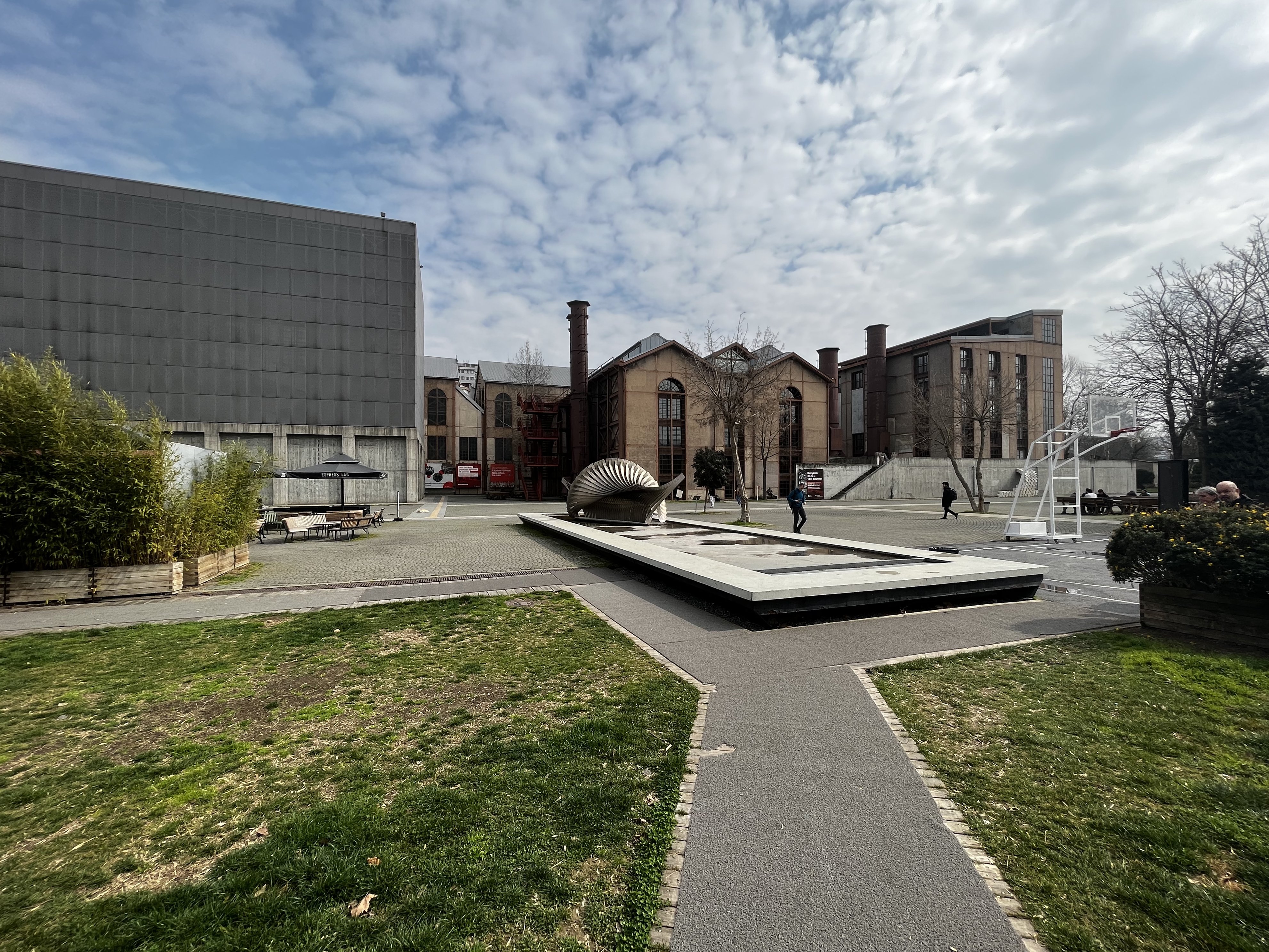
Gebäude des alten Kraftwerks

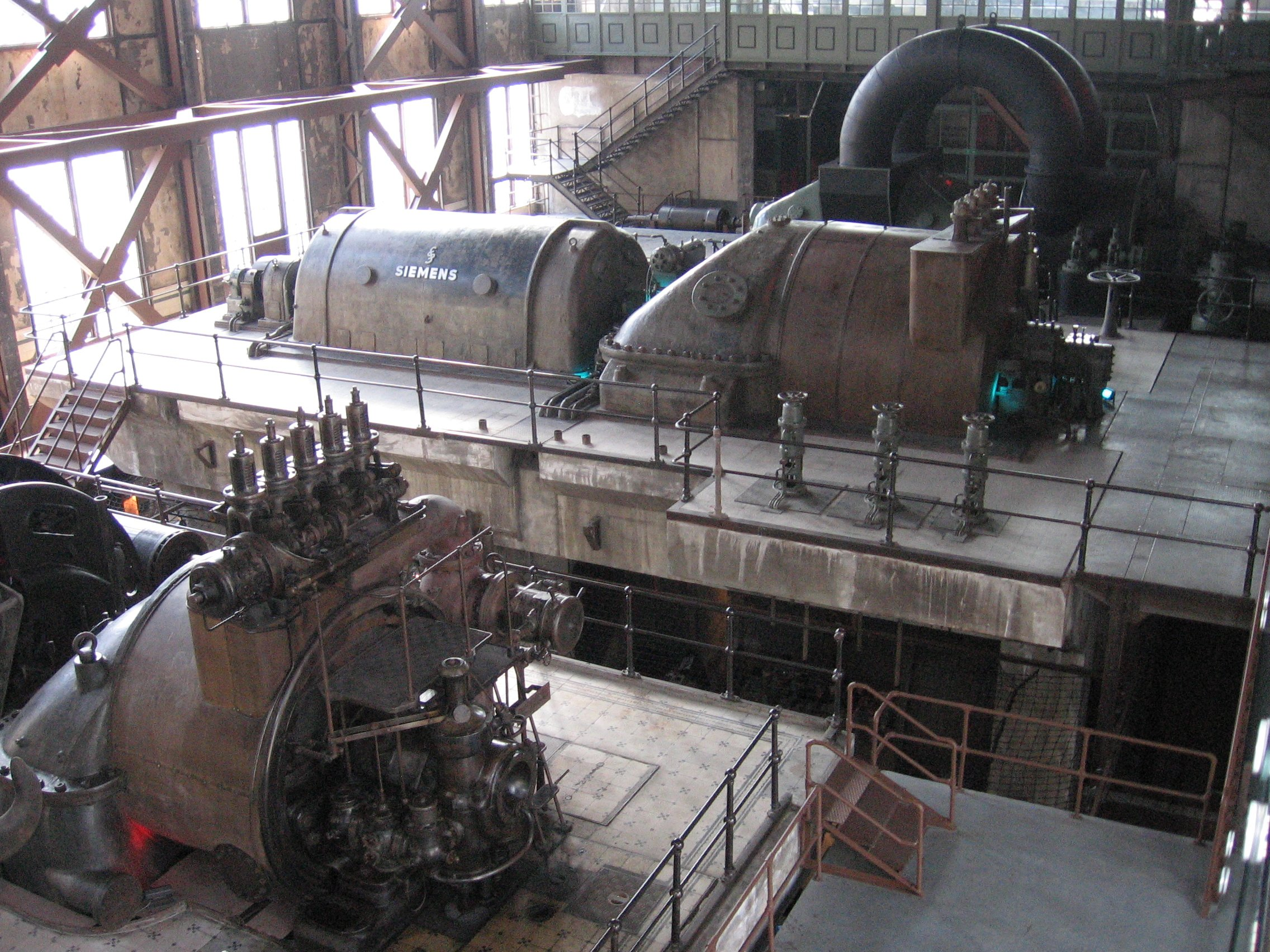
Turbinenhalle

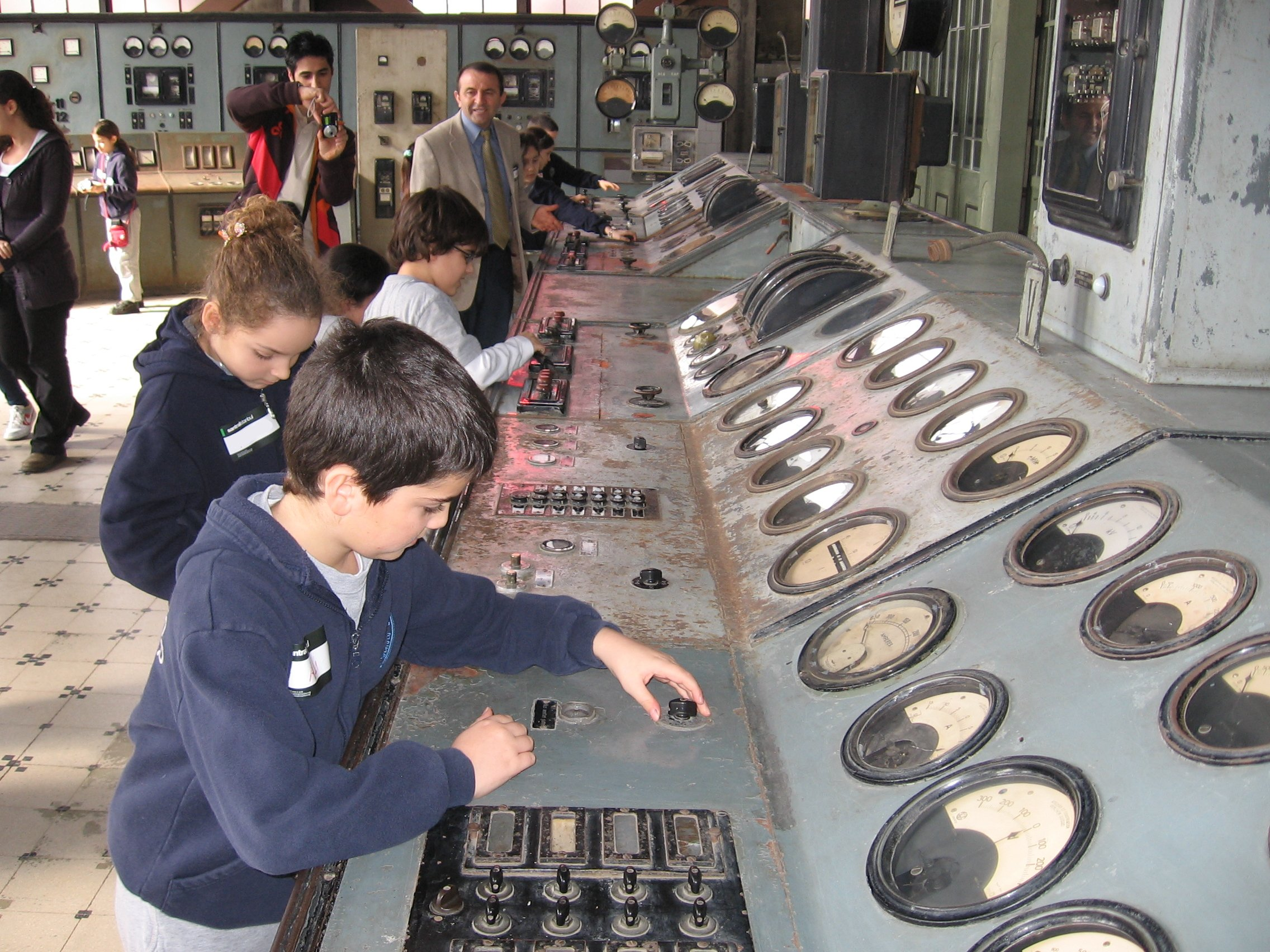
Kontrollraum

Das Silahtarağa Elektrik Santralı (deutsch Silahtarağa-Kraftwerk) war ein Kohlekraftwerk in Istanbul. Es war das erste Kraftwerk des Osmanischen Reiches und von 1914 bis 1983 in Betrieb. Inzwischen dienen die Gebäude als Campus der İstanbul Bilgi Üniversitesi und beherbergen zwei Museen und verschiedene Kultur- und Bildungseinrichtungen. Sie wurden in den 2000er Jahren saniert und 2007 als „Santralistanbul“ wieder eröffnet.

## Geschichte
Abgesehen von einem kleineren Wasserkraftwerk bei Tarsus aus dem Jahr 1902 war das Kraftwerk das erste seiner Art im Osmanischen Reich. Das ungarische Gas- und Elektrizitätsunternehmen Ganz sollte das Kraftwerk bauen. 1910 gründete man daher die Osmanlı Anonim Elektrik Şirketi in Kooperation mit zwei belgischen Banken, der Banque de Bruxelles und der Banque Generale de Credit Hongrois. Das neue Unternehmen erhielt eine 50 Jahre geltende Konzession und baute als erstes Kraftwerk ein Kohlekraftwerk im Stadtviertel Silahtarağa im Istanbuler Bezirk Eyüp am oberen Ende des Goldenen Horns.
Am 11. Februar 1914 nahm das Werk den Betrieb auf und lieferte Energie für die Straßenbahn und später auch für den Sultanspalast. Es wurde ab 1916 von der Feldbahn Haliç–Karadeniz mit Kohle beliefert. 1937 wurde das Unternehmen verstaatlicht und gehörte ab 1. Juli 1938 der Stadt Istanbul. Betrieben wurde es von der „İstanbul Elektrik Tramvay ve Tünel“ (İETT). Das Silahtarağa-Kraftwerk blieb bis in die 1950er Jahre das einzige Kraftwerk in Istanbul. 1952 wurde das Kraftwerk dann an das nationale Netz angeschlossen. Ab 1962 war es im Besitz der Etibank und wurde 1970 dann der Türkiye Elektrik Kurumu (TEK) zugeschlagen.
Das Silahtarağa-Kraftwerk hatte anfangs drei 6-MW-Generatoren. Man erhöhte die Kapazität später auf 80 MW.
Am 13. März 1983 wurde das Kraftwerk abgeschaltet, da es nicht mehr rentabel zu betreiben war. Etwa 20 Jahre stand das Gebäude leer und verfiel. Im Jahr 1991 wurde es in die „Liste der Kultur- und Naturdenkmäler der Stadt Istanbul“ aufgenommen und damit unter Denkmalschutz gestellt.

## Sanierung
2002 legte der Unternehmer und Gründer der Bilgi Üniversitesi Oğuz Özerden einen Sanierungsplan für das Gebäudeensemble vor. Teil des Projekts war es, die Gebäude als Universitätscampus zu nutzen. Außerdem sollten zwei neue Museen einziehen: ein Museum für moderne Kunst und ein Energiemuseum. Das Projekt wurde nach Zustimmung des Ministeriums für Energie und natürliche Ressourcen in drei Jahren umgesetzt. Die Finanzierung wurde von türkischen Unternehmen übernommen.
Der Gebäudekomplex erhielt nach dem türkischen Wort Santral (dt. Kraftwerk) den neuen Namen Santralistanbul. Die Eröffnung wurde am 8. September 2007 gefeiert. Neben den beiden Museen wurde für die Universität eine öffentliche Bibliothek errichtet, außerdem Hörsäle und mehrere kleinere Räume für Kunst- und Kulturveranstaltungen.